# Farid Ouédraogo
Soufiane Farid Ouédraogo (ur. 26 grudnia 1996 w Wagadugu) – burkiński piłkarz grający na pozycji bramkarza. Od 2020 jest zawodnikiem klubu US des Forces Armées.

## Kariera klubowa
Swoją karierę piłkarską Ouédraogo rozpoczął w klubie Majestic FC z Wagadugu, w którym w sezonie 2014/2015 zadebiutował w burkińskiej pierwszej lidze. W sezonie 2015/2016 był zawodnikiem Rail Club du Kadiogo, z którym wywalczył mistrzostwo Burkiny Faso. W sezonie 2016/2017 grał w Rahimo FC, a w latach 2017-2020 ponownie grał w Majestic FC. W 2020 roku przeszedł do US des Forces Armées.

## Kariera reprezentacyjna
W reprezentacji Burkiny Faso Ouédraogo zadebiutował 5 czerwca 2021 w przegranym 1:2 towarzyskim meczu z Wybrzeżem Kości Słoniowej, rozegranym w Abidżanie. W 2022 roku został powołany do kadry na Puchar Narodów Afryki 2021. Wraz z Burkiną Faso zajął 4. miejsce na tym turnieju. Rozegrał na nim dwa mecze: półfinałowy z Senegalem (1:3) i o 3. miejsce z Kamerunem (3:3, k. 3:5).